# Georg Marziani von Sacile
Georg Marziani von Sacile (21. října 1805 Vídeň – 8. března 1876 Krapinske Toplice) byl rakouský generál. V armádě sloužil od sedmnácti let, jako vyšší důstojník se vyznamenal v revolučních letech v Uhrách a v Itálii. Postupoval v hodnostech, v roce 1856 byl jmenován polním podmaršálem a během války se Sardinií byl dočasně guvernérem v Dalmácii (1859). Závěr kariéry strávil jako divizní velitel v severní Itálii a v roce 1864 byl penzionován.

## Životopis
Pocházel z rodiny lombardského původu, narodil se jako prostřední ze tří synů c. k. polního zbrojmistra Franze Marzianiho (1763–1840). Do rakouské armády vstoupil v roce 1821 jako kadet k jezdectvu, o dva roky později byl praporčíkem u 60. uherského pěšího pluku a v roce 1825 podporučíkem u 40. haličského pěšího pluku. Později sloužil u 51. pěšího pluku v Itálii, kde dosáhl hodnosti nadporučíka (1831) a kapitána (1838). Další roky strávil v Záhřebu a Terstu u 48. pěšího pluku, kde postupoval v hodnostech (major 1842, podplukovník 1846).
V revolučních letech 1848–1849 byl nejprve velitelem výzbroje na uherském ministerstvu války (červenec až září 1848), poté odešel do Vídně a následně se vyznamenal v bojích v Itálii. V druhé fázi italského tažení maršála Radeckého v roce 1849 vedl prapor granátníků ve sboru arcivévody Zikmunda. V této době v rychlém sledu dosáhl hodnosti plukovníka (1848) a generálmajora (1849). Po potlačení revoluce sloužil nadále v Itálii jako velitel brigády u 8. armádního sboru ve Veroně. V roce 1856 byl povýšen na polního podmaršála a stal se velitelem divize v Banátu se sídlem v Temešváru. V krátkém období od března do května 1859 zastával dočasně funkci guvernéra a vrchního velitele v Dalmácii za nepřítomného Josipa Jelačiće. Po prohrané válce se Sardinií byl krátce velitelem 10. armádního sboru, poté byl znovu velitelem ve Veroně. V roce 1863 odešel do ústraní ve Štýrském Hradci a k datu 18. února 1864 byl v armádě penzionován.
Spolu s otcem užíval od roku 1818 šlechtický titul rytíře s predikátem von Sacile. Během vojenské služby obdržel několik vyznamenání, byl nositelem papežského Řádu sv. Řehoře Velikého a Nejvyššího řádu Kristova, komturem parmského Řádu sv. Ludvíka a velkodůstojníkem osmanského Řádu Medžidie. Mimo jiné získal čestné občanství v italské městě Pescara.
V roce 1846 se oženil s Irmou (Marií) Neuholdovou de Sövenyháza (* 1825), z manželství se narodila dcera Georgina (* 1849) a syn Ludwig (* 1851).